# Goera horni
Goera horni là một loài trong họ Goeridae. Chúng phân bố ở miền Cổ bắc.